# Marzena Goryl
Marzena Goryl (ur. 21 marca 1985 w Czechowicach-Dziedzicach) – polska saneczkarka, zawodniczka klubu ULKS Lipowiec w Czechowicach-Dziedzicach. Studiowała na Akademii Wychowania Fizycznego we Wrocławiu.
Dotychczasowe osiągnięcia III miejsce Mistrzostw Polski Juniorów w 2003, IV miejsce Mistrzostw Polski Seniorów w 2003, II miejsce Mistrzostw Polski w saneczkarstwie szosowym w 2003,  I miejsce Mistrzostw Polski Juniorów na torach naturalnych, II miejsce Mistrzostw Polski Juniorów w kat. dwójek w 2004. I miejsce Mistrzostw Polski Juniorów w klasyfikacji drużynowej w 2004, II miejsce Mistrzostw Polski Seniorów w torach naturalnych w 2004, IV miejsce Mistrzostw Polski Seniorów w kategorii dwójek  w 2004. III miejsce Mistrzostw Polski Seniorów w klasyfikacji drużynowej w 2004, Mistrzyni Polski w saneczkarstwie szosowym w 2004, Mistrzyni Polski Juniorów w 2005, brązowy medal na Mistrzostwach Polski Juniorów w saneczkarstwie w konkurencji dwójek w 2005, wicemistrzyni Polski Seniorów w 2005, brązowy medal na Mistrzostwach Polski Seniorów w konkurencji drużynowej w 2005, mistrzyni Polski w saneczkarstwie szosowym w 2005, II miejsce Mistrzostw Polski Seniorów w 2006, IV miejsce Mistrzostw Polski Seniorów w konkurencji dwójek w 2006, II miejsce Mistrzostw Polski w saneczkarstwie szosowym w 2007.